# Saison 2015 de l'équipe cycliste Etixx-Quick Step
La saison 2015 de l'équipe cycliste Etixx-Quick Step est la treizième saison de la formation belge. En tant que WorldTeam, l'équipe participe à l'ensemble du calendrier de l'UCI World Tour du Tour Down Under en janvier au Tour de Lombardie en octobre. Parallèlement au World Tour, Etixx-Quick Step peut participer aux courses des circuits continentaux de cyclisme.
Les principaux coureurs de cette équipe sont Tom Boonen, Tony Martin, Mark Cavendish, Rigoberto Urán ainsi que le champion du monde Michał Kwiatkowski.

## Préparation de la saison 2015

### Sponsors et financement de l'équipe
L'équipe Etixx-Quick Step appartient depuis 2011 à la société Decolef, détenue par l'homme d'affaires tchèque Zdeněk Bakala à 70 %, par Patrick Lefevere, manager de l'équipe, à 20 % et par l'homme d'affaires néerlandais et ancien chief executive officer (CEO) de Belgacom Bessel Kok à 10 %,,,.
Outre ces sponsors-titres, plusieurs entreprises sont partenaires de l'équipe Omega Pharma-Quick Step. Innergetic, marque appartenant à l'entreprise Latexco, est associée de longue date aux équipes dirigées par Patrick Lefevere. Renson, entreprise de ventilation et protection solaire, est un nouveau sponsor qui s'est engagé pour les saisons 2013 et 2014 et dont le logo apparaît sur les cuissards des coureurs,. Les entreprises Omega Pharma, Quick Step, Latexco et Renson ont la particularité d'être domiciliées dans le même secteur, en région flamande. Une autre entreprise belge, Vermarc (nl), fournit les vêtements de l'équipe et en dessine le maillot. La société d'investissement slovaque Janom est également sponsor de l'équipe depuis 2012. Grâce à elle, l'équipe a pu effectuer un stage de team building dans une base militaire slovaque, en fin d'année 2012,,.
Le fournisseur de cycles de l'équipe est Specialized. Fournisseur de Quick Step de 2007 à 2009, la marque américaine revient dans l'équipe en 2012 après avoir sponsorisé Alberto Contador et ses équipes successives en 2010 et 2011, année où la marque équipe également la formation HTC-Highroad .
Le budget de l'équipe pour cette saison s'élève à 15 millions d'euros.

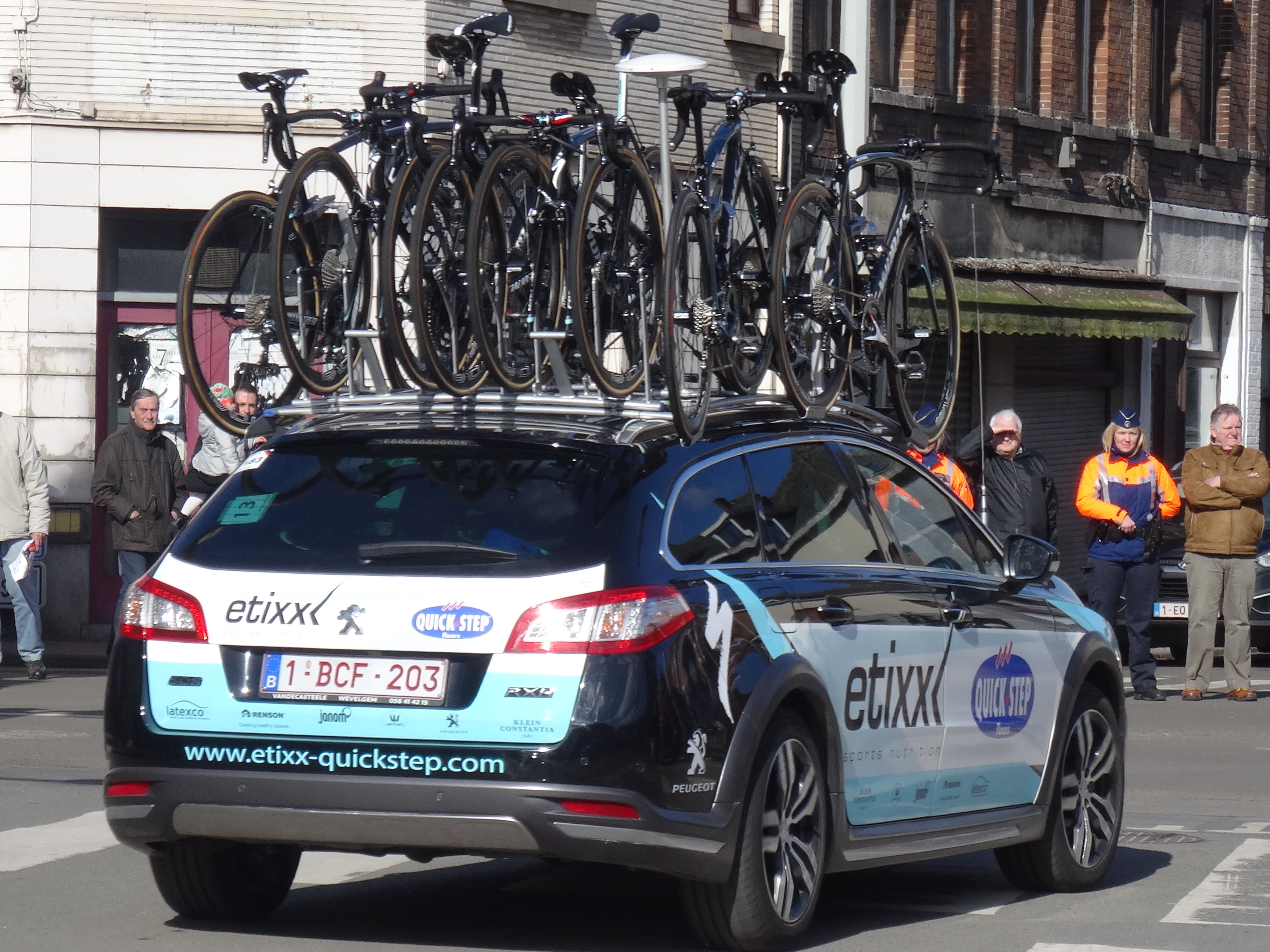
Une voiture de l'équipe lors du départ du Samyn 2015 à Quaregnon.
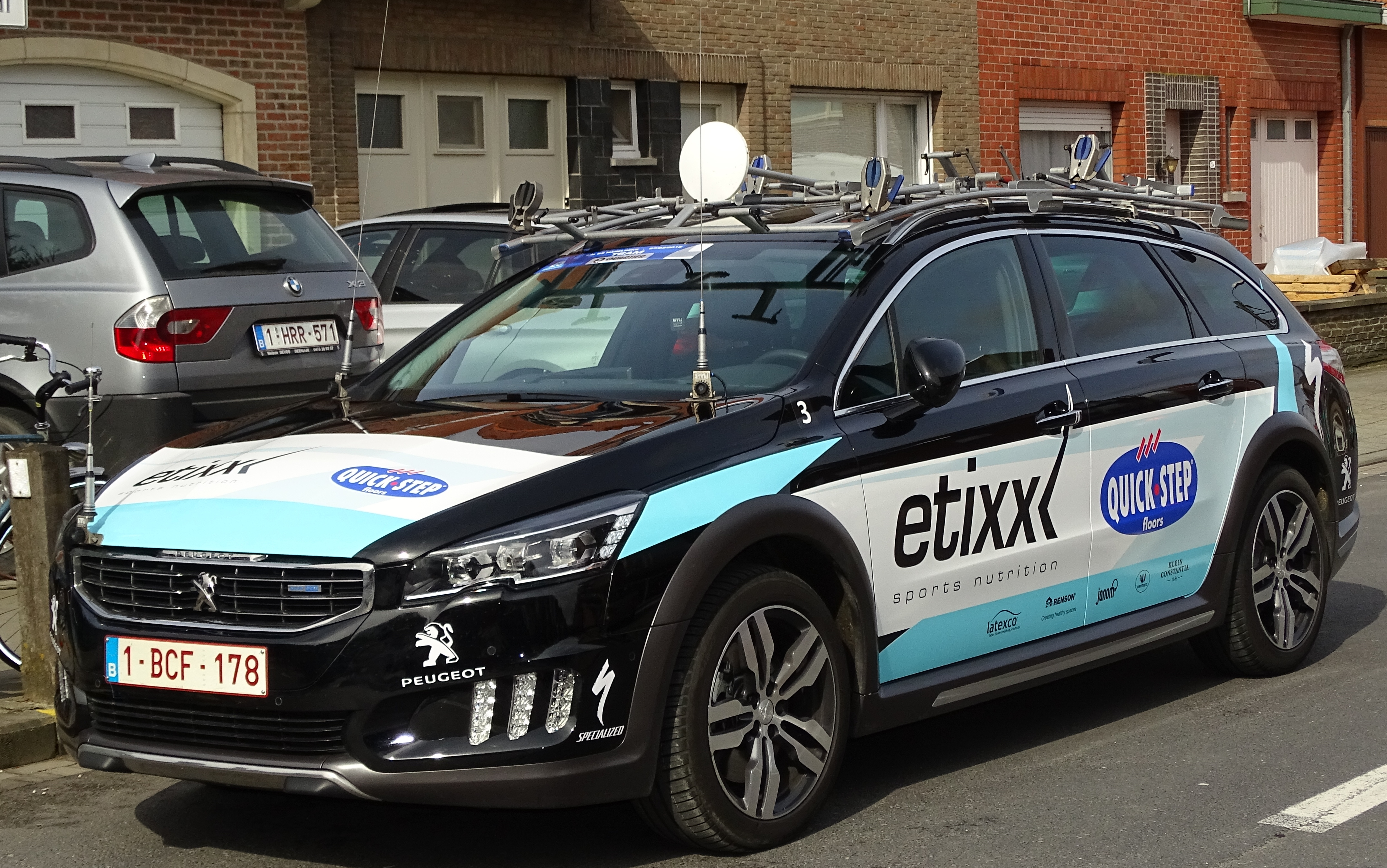
Une voiture de l'équipe lors du Grand Prix E3 2015.
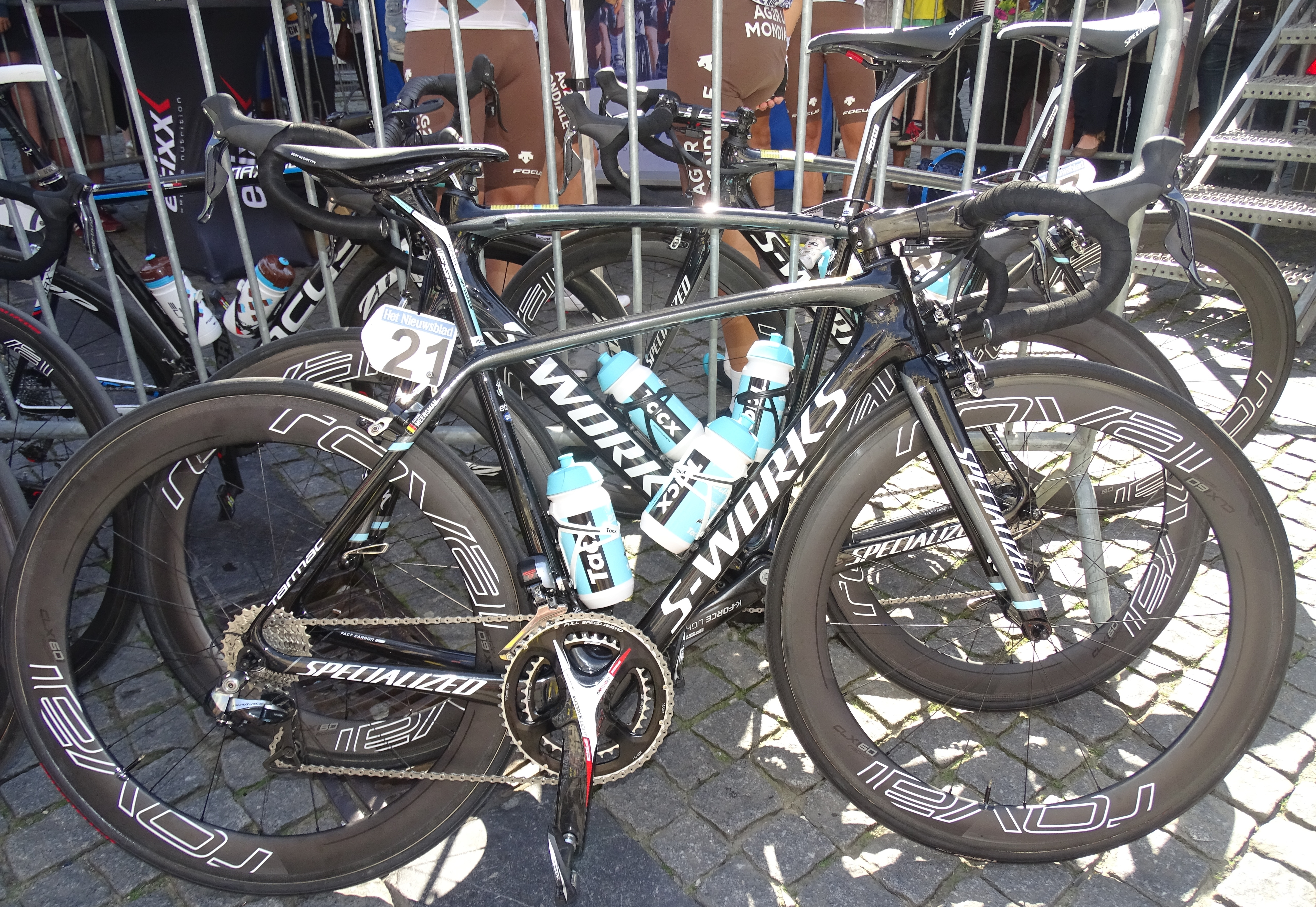
Vélos de l'équipe lors de la Flèche brabançonne.

### Arrivées et départs
| Arrivées          | Équipe 2014                 |
| ----------------- | --------------------------- |
| Maxime Bouet      | AG2R La Mondiale            |
| David de la Cruz  | NetApp-Endura               |
| Yves Lampaert     | Topsport Vlaanderen-Baloise |
| Fabio Sabatini    | Cannondale                  |
| Łukasz Wiśniowski | Etixx                       |

| Départs             | Équipe 2015         |
| ------------------- | ------------------- |
| Jan Bakelants       | AG2R La Mondiale    |
| Thomas De Gendt     | Lotto-Soudal        |
| Kevin De Weert      | Lotto NL-Jumbo      |
| Andrew Fenn         | Sky                 |
| Serge Pauwels       | MTN-Qhubeka         |
| Alessandro Petacchi | Southeast           |
| Wout Poels          | Sky                 |
| Gert Steegmans      | Trek Factory Racing |

## Déroulement de la saison

### Janvier-février
La saison 2015 d'Etixx-Quick Step commence en Argentine, au Tour de San Luis. L'équipe s'y rend avec deux leaders, Mark Cavendish et Michał Kwiatkowski. Battu par le jeune Colombien Fernando Gaviria lors des deux premières arrivées au sprint, Cavendish obtient une première victoire lors de la dernière étape. Kwiatkowski est deuxième du contre-la-montre derrière Adriano Malori.

### Mars-avril
Lors de la première classique flandrienne de la saison, le Circuit Het Nieuwsblad, le Britannique Ian Stannard, de l'équipe Sky, tient en échec les coureurs d'Etixx-Quick Step. Échappé avec Niki Terpstra, Tom Boonen et Stijn Vandenbergh, il s'impose devant ces trois coureurs, qui le suivent dans cet ordre. Zdeněk Štybar est septième. L'équipe rattrape cet échec le lendemain en faisant gagner Mark Cavendish lors de Kuurne-Bruxelles-Kuurne.
Michał Kwiatkowski est leader de l'équipe Etixx-Quick Step pour les classiques ardennaises. Lors de l'Amstel Gold Race, il s'impose au sprint dans un groupe de   coureurs, pour remporter sa première grande classique, et sa première victoire avec le maillot de champion du monde sur les épaules. Également présent dans le groupe de tête, Julian Alaphilippe est sixième. Ce dernier est la révélation des deux autres classiques de cette semaine. Alors que Kwiatkowski n'est pas en mesure d'y disputer la victoire, Alaphilippe termine deuxième de la Flèche wallonne et de Liège-Bastogne-Liège, devancé à chaque fois par Alejandro Valverde.

### Mai-juin
Au début du mois de mai, Etixx-Quick Step annonce sa sélection pour le Tour d'Italie. Rigoberto Urán, deuxième des deux éditions précédentes, est leader de l'équipe. Tom Boonen dispute son premier Giro. Les autres sélectionnés sont Maxime Bouet, Pieter Serry, Gianni Meersman, Fabio Sabatini, David de la Cruz, Iljo Keisse, et Petr Vakoč.
Gianni Meersman

### Encadrement

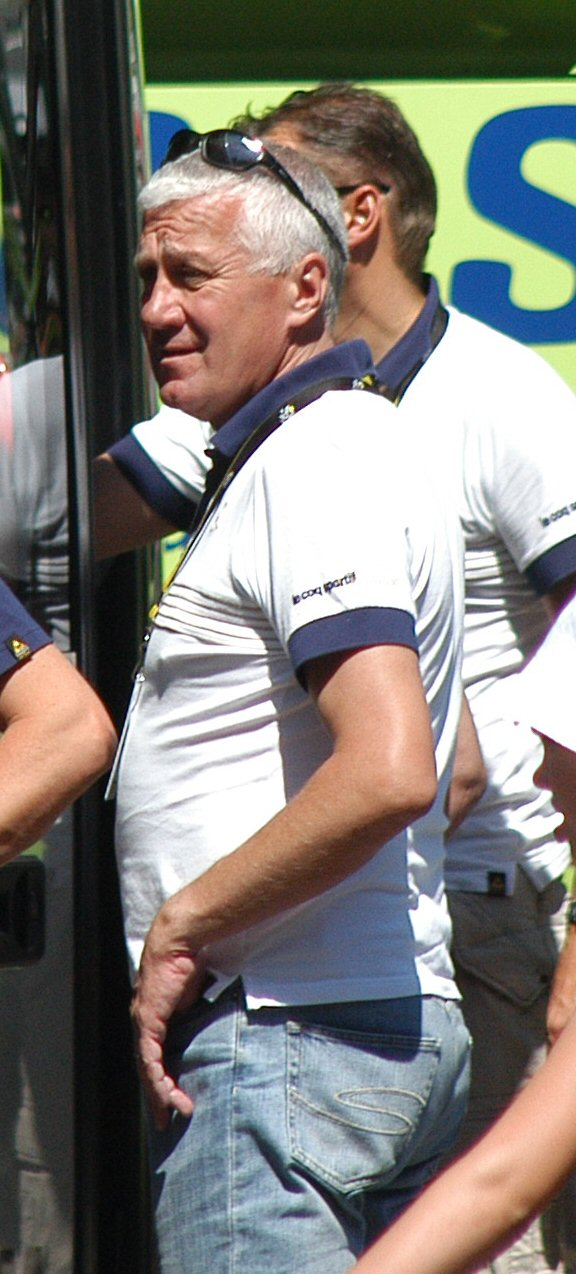
Patrick Lefevere, ici au Tour de France 2007, est le manager de l'équipe Omega Pharma-Quick Step.

## Coureurs et encadrement technique

### Effectif
| Cycliste                 | Date de naissance | Nationalité | Équipe 2014                 |  |
| ------------------------ | ----------------- | ----------- | --------------------------- |  |
| Julian Alaphilippe       | 11 juin 1992      | France      | Omega Pharma-Quick Step     |  |
| Tom Boonen               | 15 octobre 1980   | Belgique    | Omega Pharma-Quick Step     |  |
| Maxime Bouet             | 3 novembre 1986   | France      | AG2R La Mondiale            |  |
| Gianluca Brambilla       | 22 août 1987      | Italie      | Omega Pharma-Quick Step     |  |
| Mark Cavendish           | 21 mai 1985       | Royaume-Uni | Omega Pharma-Quick Step     |  |
| David de la Cruz         | 6 mai 1989        | Espagne     | NetApp-Endura               |  |
| Michał Gołaś             | 29 avril 1984     | Pologne     | Omega Pharma-Quick Step     |  |
| Iljo Keisse              | 21 décembre 1982  | Belgique    | Omega Pharma-Quick Step     |  |
| Michał Kwiatkowski       | 2 juin 1990       | Pologne     | Omega Pharma-Quick Step     |  |
| Yves Lampaert            | 10 avril 1991     | Belgique    | Topsport Vlaanderen-Baloise |  |
| Nikolas Maes             | 9 avril 1986      | Belgique    | Omega Pharma-Quick Step     |  |
| Tony Martin              | 23 avril 1985     | Allemagne   | Omega Pharma-Quick Step     |  |
| Gianni Meersman          | 5 décembre 1985   | Belgique    | Omega Pharma-Quick Step     |  |
| Mark Renshaw             | 22 octobre 1982   | Australie   | Omega Pharma-Quick Step     |  |
| Fabio Sabatini           | 18 février 1985   | Italie      | Cannondale                  |  |
| Pieter Serry             | 21 novembre 1988  | Belgique    | Omega Pharma-Quick Step     |  |
| Zdeněk Štybar            | 11 décembre 1985  | Tchéquie    | Omega Pharma-Quick Step     |  |
| Niki Terpstra            | 18 mai 1984       | Pays-Bas    | Omega Pharma-Quick Step     |  |
| Matteo Trentin           | 2 août 1989       | Italie      | Omega Pharma-Quick Step     |  |
| Rigoberto Urán           | 6 janvier 1987    | Colombie    | Omega Pharma-Quick Step     |  |
| Petr Vakoč               | 11 juillet 1992   | Tchéquie    | Omega Pharma-Quick Step     |  |
| Guillaume Van Keirsbulck | 14 février 1991   | Belgique    | Omega Pharma-Quick Step     |  |
| Stijn Vandenbergh        | 25 avril 1984     | Belgique    | Omega Pharma-Quick Step     |  |
| Martin Velits            | 21 février 1985   | Slovaquie   | Omega Pharma-Quick Step     |  |
| Julien Vermote           | 26 juillet 1989   | Belgique    | Omega Pharma-Quick Step     |  |
| Carlos Verona            | 4 novembre 1992   | Espagne     | Omega Pharma-Quick Step     |  |
| Łukasz Wiśniowski        | 7 décembre 1991   | Pologne     | Etixx                       |  |
| Stagiaire                | Date de naissance | Nationalité | Équipe 2015                 |  |
| Rodrigo Contreras        | 2 juin 1994       | Colombie    | Coldeportes-Claro           |  |
| Fernando Gaviria         | 19 août 1994      | Colombie    | Coldeportes-Claro           |  |

Portraits
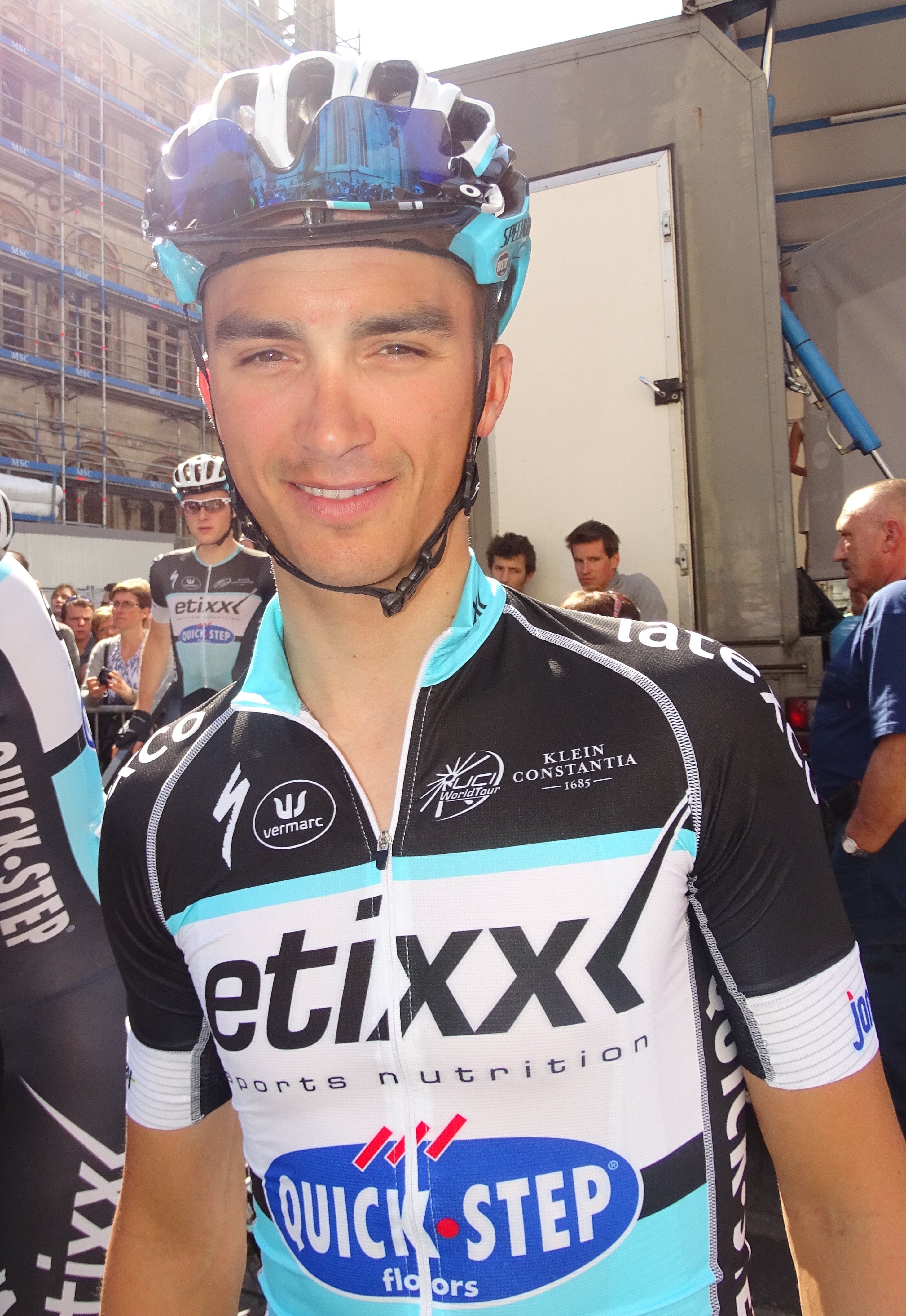
Julian Alaphilippe.
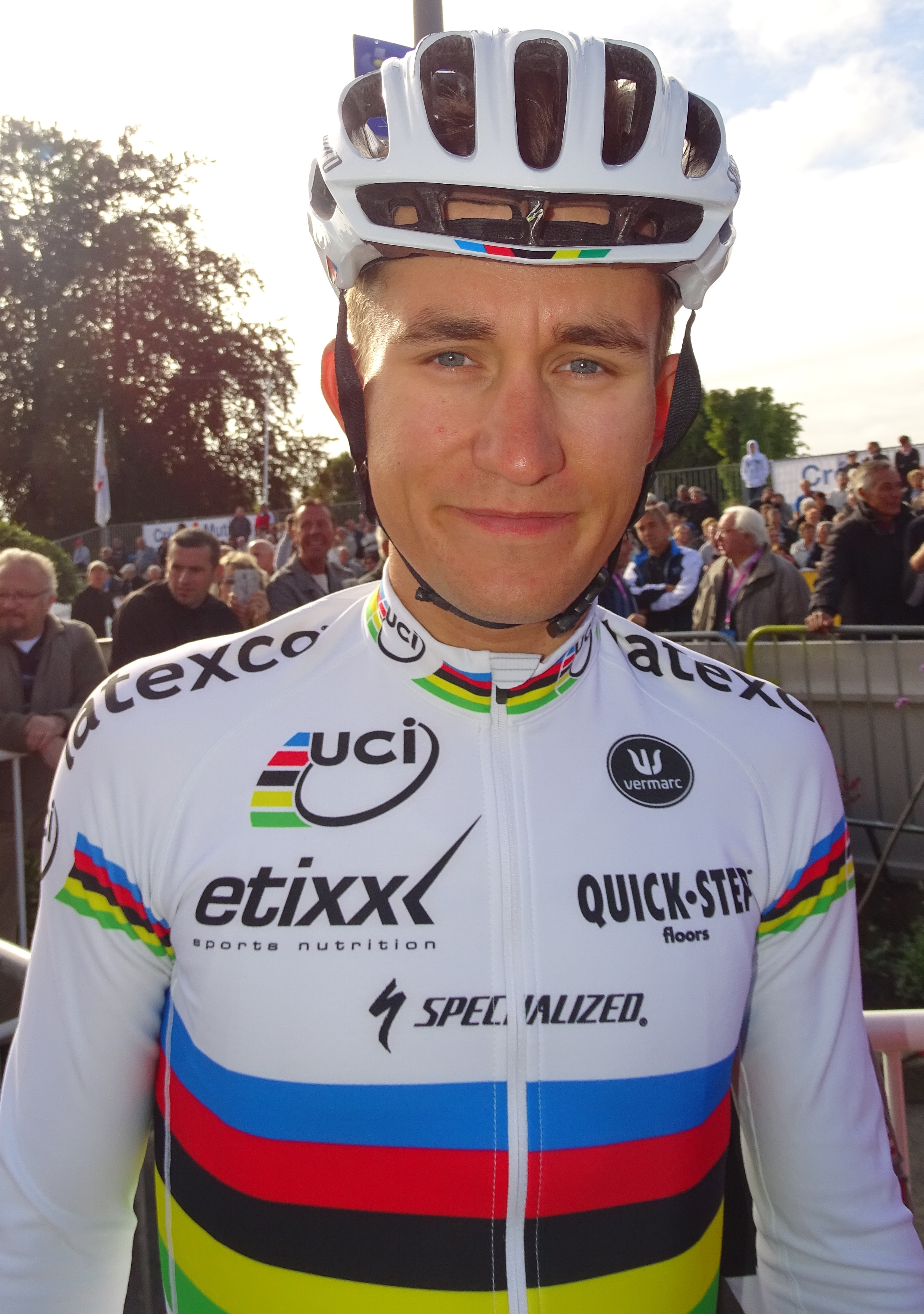
Michał Kwiatkowski.
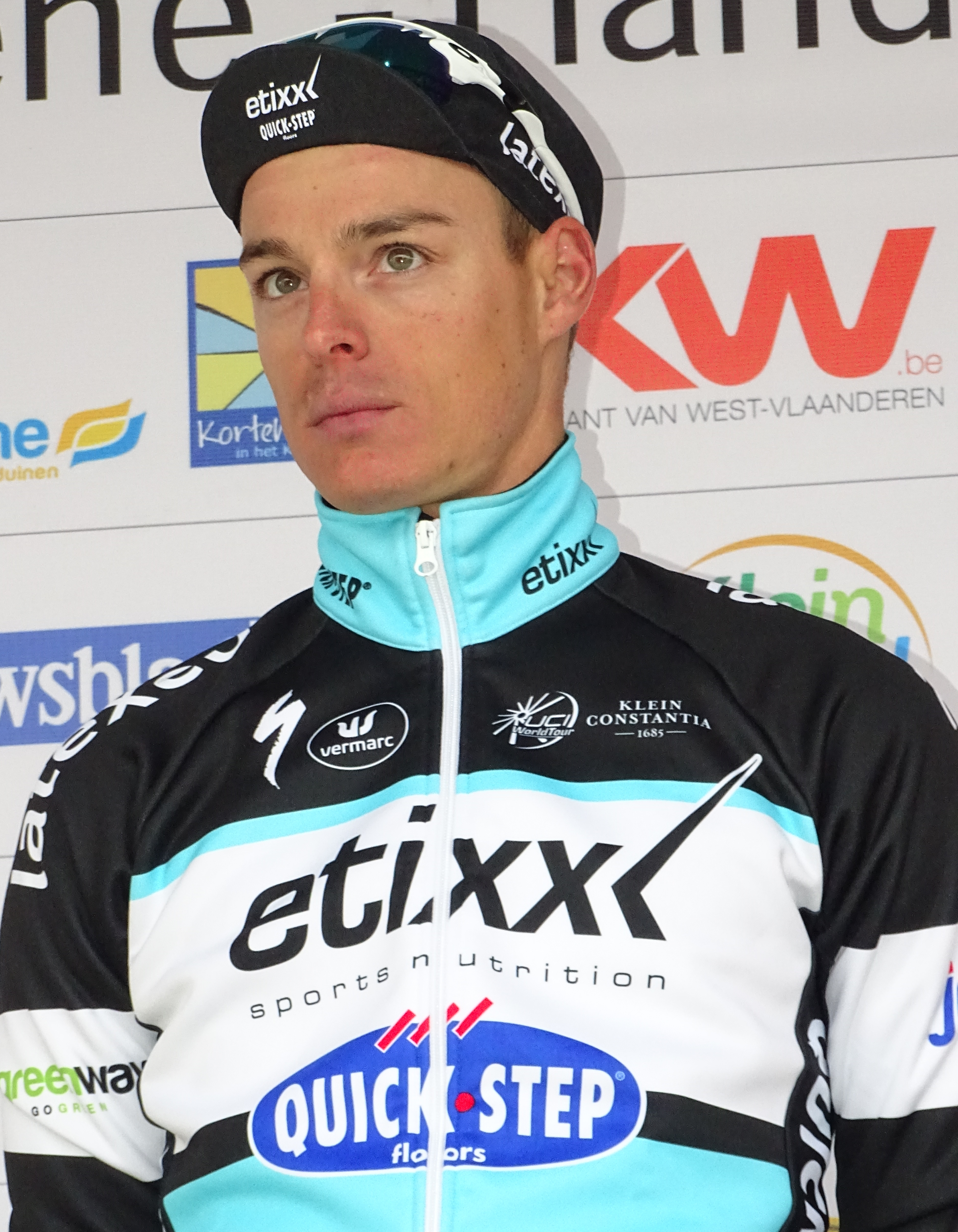
Gianni Meersman.
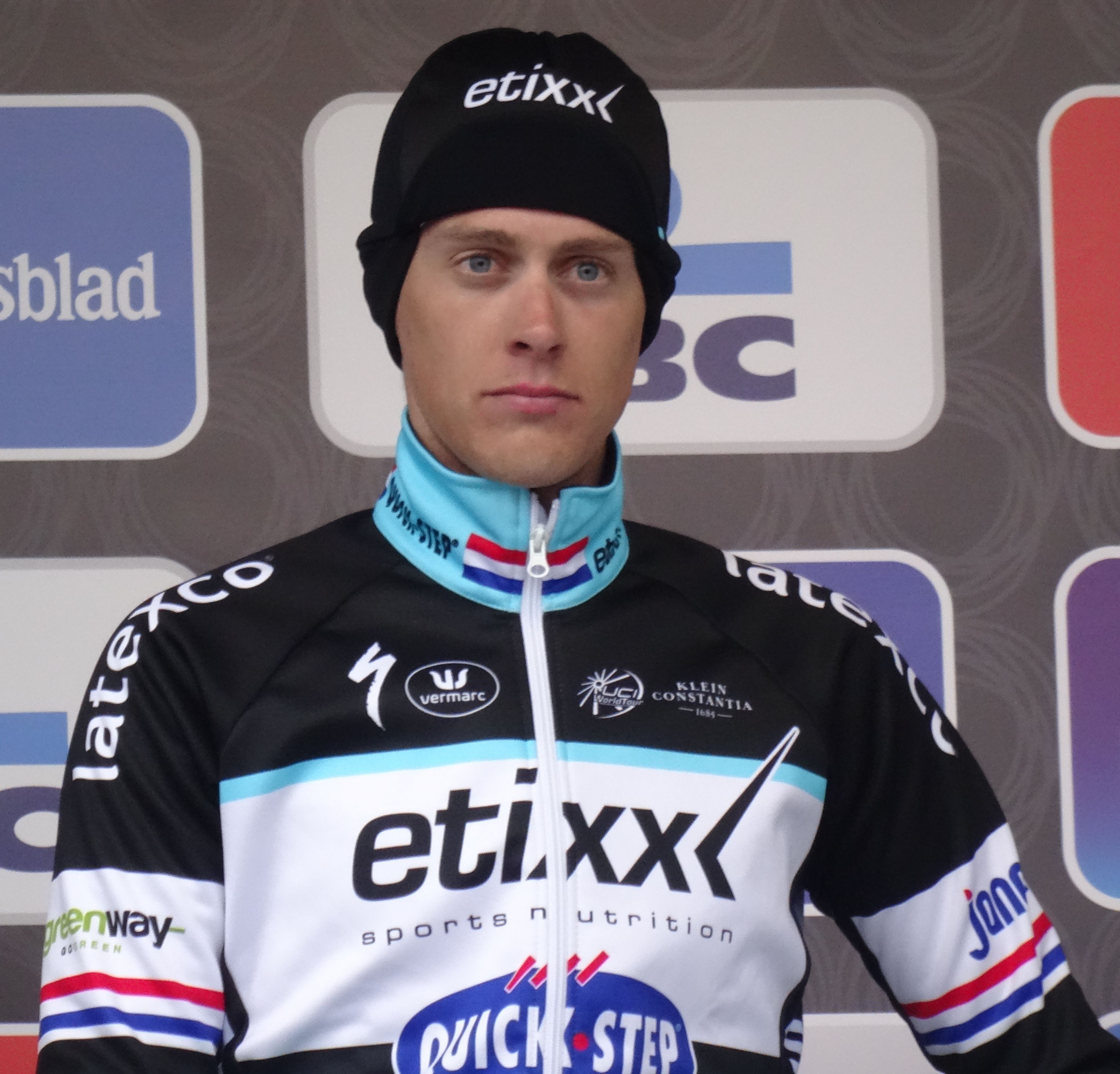
Niki Terpstra.
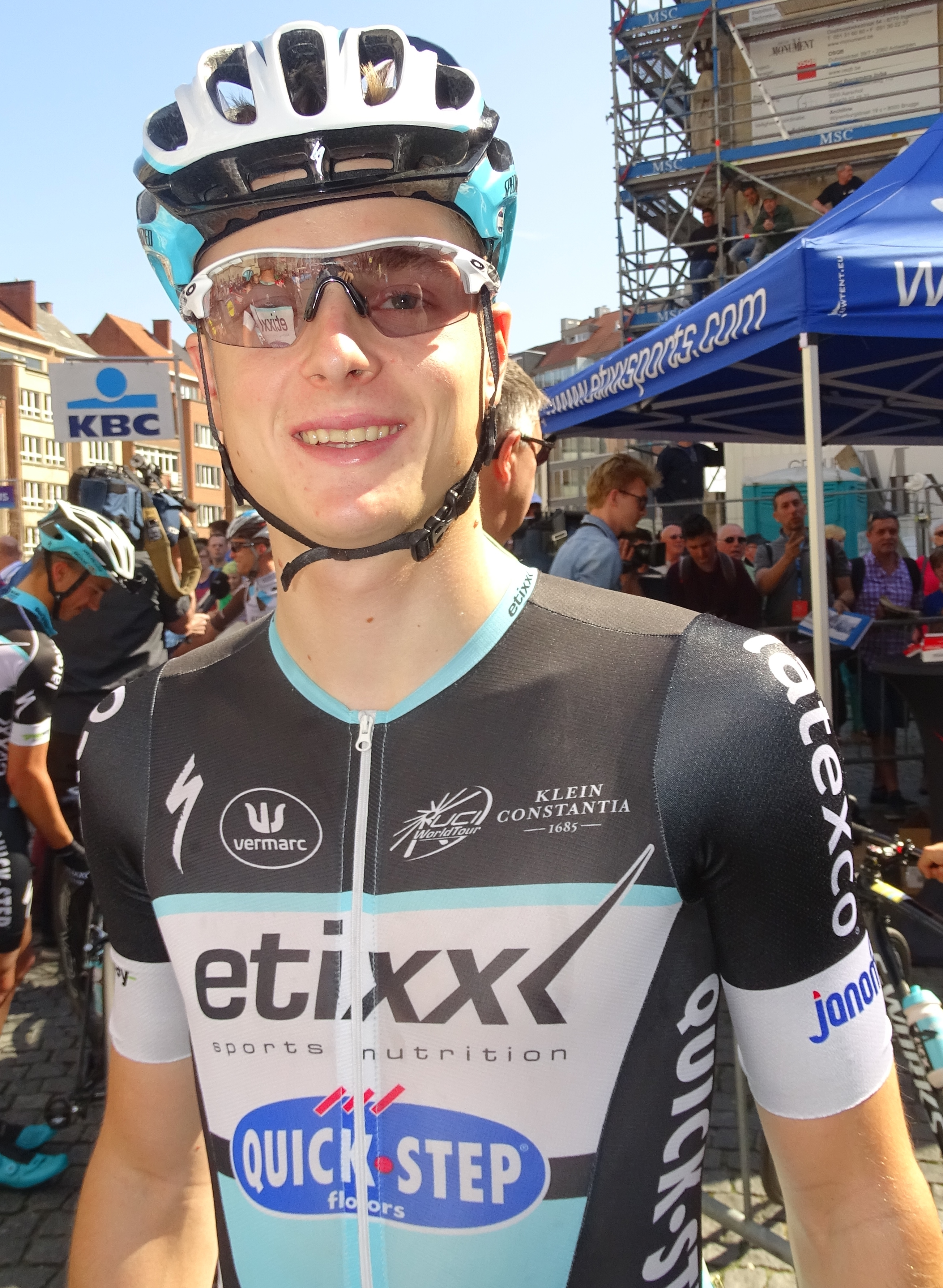
Petr Vakoč.

## Bilan de la saison

### Victoires
| Date       | Course                                                    | Pays                | Classe | Vainqueur          |
| ---------- | --------------------------------------------------------- | ------------------- | ------ | ------------------ |
| 25/01/2015 | 7e étape du Tour de San Luis                              | Argentine           | 2.1    | Mark Cavendish     |
| 01/02/2015 | Cadel Evans Great Ocean Road Race                         | Australie           | 1.1    | Gianni Meersman    |
| 04/02/2015 | 1re étape du Dubaï Tour                                   | Émirats arabes unis | 2.HC   | Mark Cavendish     |
| 07/02/2015 | 4e étape du Dubaï Tour                                    | Émirats arabes unis | 2.HC   | Mark Cavendish     |
| 07/02/2015 | Classement général du Dubaï Tour                          | Émirats arabes unis | 2.HC   | Mark Cavendish     |
| 07/02/2015 | Championnat de Colombie du contre-la-montre               | Colombie            | CN     | Rigoberto Urán     |
| 10/02/2015 | 3e étape du Tour du Qatar                                 | Qatar               | 2.HC   | Niki Terpstra      |
| 13/02/2015 | Classement général du Tour du Qatar                       | Qatar               | 2.HC   | Niki Terpstra      |
| 15/02/2015 | Clásica de Almería                                        | Espagne             | 1.1    | Mark Cavendish     |
| 18/02/2015 | 1re étape du Tour de l'Algarve                            | Portugal            | 2.1    | Gianni Meersman    |
| 20/02/2015 | 3e étape du Tour de l'Algarve                             | Portugal            | 2.1    | Tony Martin        |
| 01/03/2015 | Kuurne-Bruxelles-Kuurne                                   | Belgique            | 1.1    | Mark Cavendish     |
| 07/03/2015 | 1re étape des Trois jours de Flandre-Occidentale          | Belgique            | 2.1    | Yves Lampaert      |
| 07/03/2015 | Strade Bianche                                            | Italie              | 1.HC   | Zdeněk Štybar      |
| 08/03/2015 | Classement général des Trois jours de Flandre-Occidentale | Belgique            | 2.1    | Yves Lampaert      |
| 08/03/2015 | Prologue de Paris-Nice                                    | France              | WT     | Michał Kwiatkowski |
| 20/03/2015 | Handzame Classic                                          | Belgique            | 1.1    | Gianni Meersman    |
| 21/03/2015 | Ronde van Zeeland Seaports                                | Belgique            | 1.1    | Iljo Keisse        |
| 19/04/2015 | Amstel Gold Race                                          | Pays-Bas            | WT     | Michał Kwiatkowski |
| 26/04/2015 | 1re étape du Tour de Turquie                              | Turquie             | 2.HC   | Mark Cavendish     |
| 27/04/2015 | 2e étape du Tour de Turquie                               | Turquie             | 2.HC   | Mark Cavendish     |
| 02/05/2015 | 7e étape du Tour de Turquie                               | Turquie             | 2.HC   | Mark Cavendish     |
| 03/05/2015 | 6e étape du Tour de Romandie                              | Suisse              | WT     | Tony Martin        |
| 10/05/2015 | 1re étape du Tour de Californie                           | États-Unis          | 2.HC   | Mark Cavendish     |
| 11/05/2015 | 2e étape du Tour de Californie                            | États-Unis          | 2.HC   | Mark Cavendish     |
| 14/05/2015 | 5e étape du Tour de Californie                            | États-Unis          | 2.HC   | Mark Cavendish     |
| 16/05/2015 | 7e étape du Tour de Californie                            | États-Unis          | 2.HC   | Julian Alaphilippe |
| 17/05/2015 | 8e étape du Tour de Californie                            | États-Unis          | 2.HC   | Mark Cavendish     |
| 28/05/2015 | 2e étape du Tour de Belgique                              | Belgique            | 2.HC   | Tom Boonen         |
| 28/05/2015 | 21e étape du Tour d'Italie                                | Belgique            | WT     | Iljo Keisse        |
| 14/06/2015 | Tour de Cologne                                           | Allemagne           | 1.1    | Tom Boonen         |
| 26/06/2015 | Championnat d'Allemagne du contre-la-montre               | Allemagne           | CN     | Tony Martin        |
| 28/06/2015 | Championnat de République tchèque sur route               | Slovaquie           | CN     | Petr Vakoč         |
| 28/06/2015 | Championnat des Pays-Bas sur route                        | Pays-Bas            | CN     | Niki Terpstra      |
| 07/07/2015 | 4e étape du Tour de France                                | France              | WT     | Tony Martin        |
| 09/07/2015 | 6e étape du Tour de France                                | France              | WT     | Zdeněk Štybar      |
| 10/07/2015 | 7e étape du Tour de France                                | France              | WT     | Mark Cavendish     |
| 25/07/2015 | 1re étape du Tour de Wallonie                             | Belgique            | 2.HC   | Niki Terpstra      |
| 29/07/2015 | Classement général du Tour de Wallonie                    | Belgique            | 2.HC   | Niki Terpstra      |
| 12/08/2015 | 3e étape de l'Eneco Tour                                  | Belgique            | WT     | Tom Boonen         |
| 13/08/2015 | 1re étape du Czech Cycling Tour                           | Tchéquie            | 2.1    | Etixx-Quick Step   |
| 14/08/2015 | 2e étape du Czech Cycling Tour                            | Tchéquie            | 2.1    | Fernando Gaviria   |
| 16/08/2015 | 4e étape du Czech Cycling Tour                            | Tchéquie            | 2.1    | Zdeněk Štybar      |
| 16/08/2015 | Classement général du Czech Cycling Tour                  | Tchéquie            | 2.1    | Petr Vakoč         |
| 26/08/2015 | 2e étape du Tour du Poitou-Charentes                      | France              | 2.1    | Matteo Trentin     |
| 28/08/2015 | 5e étape du Tour du Poitou-Charentes                      | France              | 2.1    | Matteo Trentin     |
| 28/08/2015 | Classement général du Tour du Poitou-Charentes            | France              | 2.1    | Tony Martin        |
| 07/09/2015 | 2e étape du Tour de Grande-Bretagne                       | Royaume-Uni         | 2.HC   | Petr Vakoč         |
| 09/09/2015 | 4e étape du Tour de Grande-Bretagne                       | Royaume-Uni         | 2.HC   | Fernando Gaviria   |
| 11/09/2015 | 6e étape du Tour de Grande-Bretagne                       | Royaume-Uni         | 2.HC   | Matteo Trentin     |
| 11/09/2015 | Grand Prix cycliste de Québec                             | Canada              | WT     | Rigoberto Urán     |
| 18/09/2015 | Championnat des Flandres                                  | Belgique            | 1.1    | Michał Gołaś       |
| 03/10/2015 | Tour de Münster                                           | Allemagne           | 1.HC   | Tom Boonen         |
| 11/10/2015 | Paris-Tours                                               | France              | 1.HC   | Matteo Trentin     |

Podiums
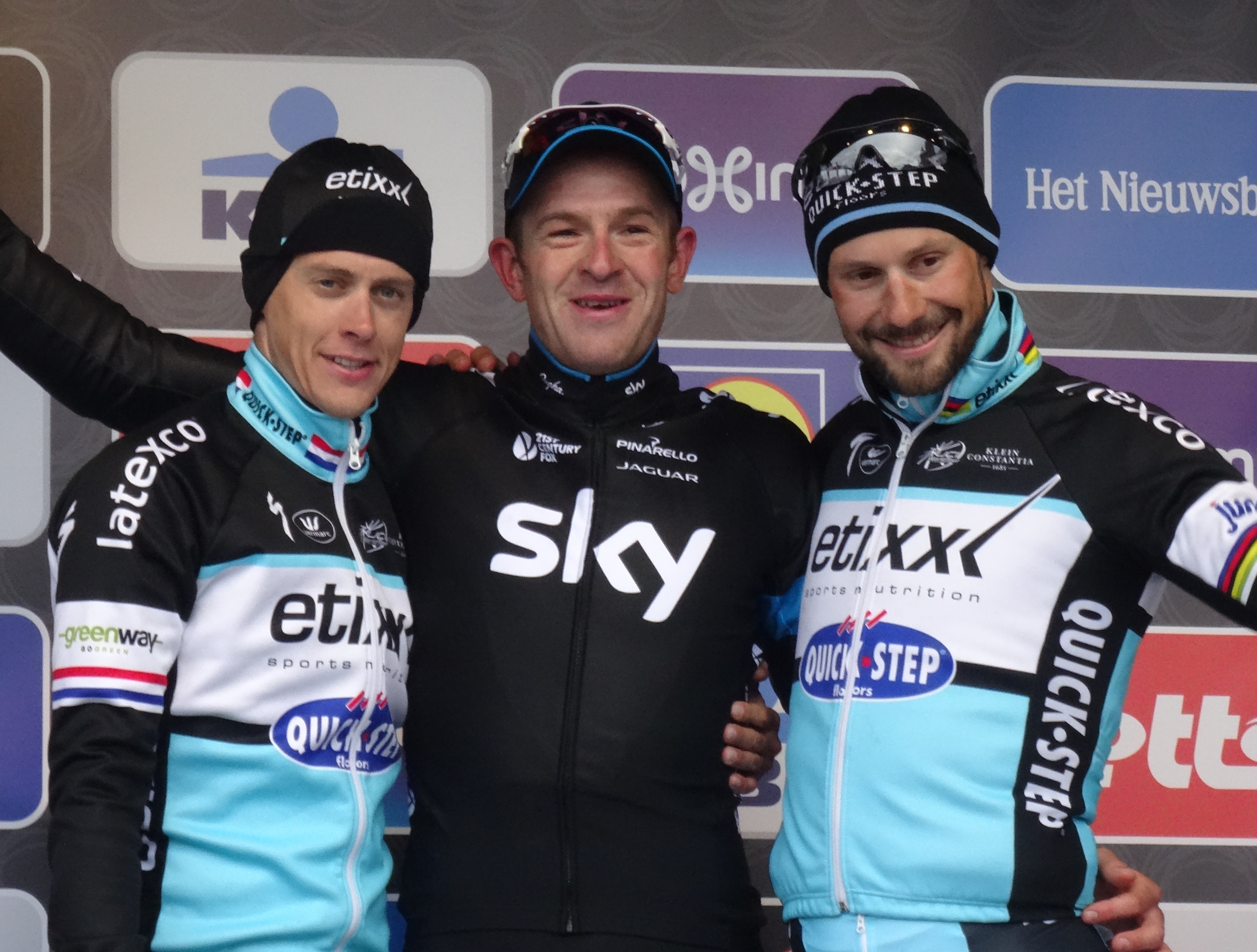
Podium de l'édition 2015 du Circuit Het Nieuwsblad : Niki Terpstra (2e), Ian Stannard (1er) et Tom Boonen (3e).
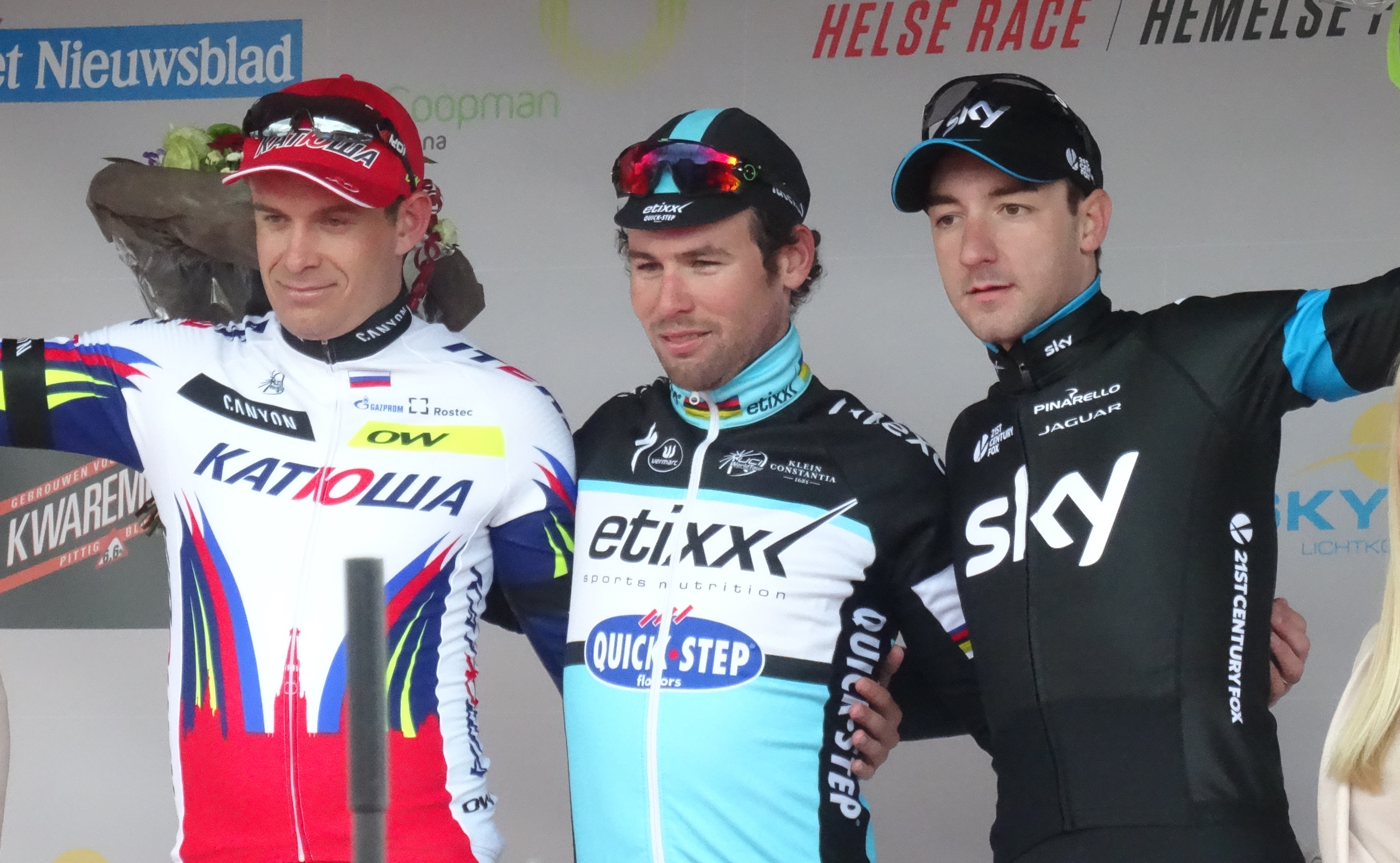
Podium de l'édition 2015 de Kuurne-Bruxelles-Kuurne : Alexander Kristoff (2e), Mark Cavendish (1er) et Elia Viviani (3e).
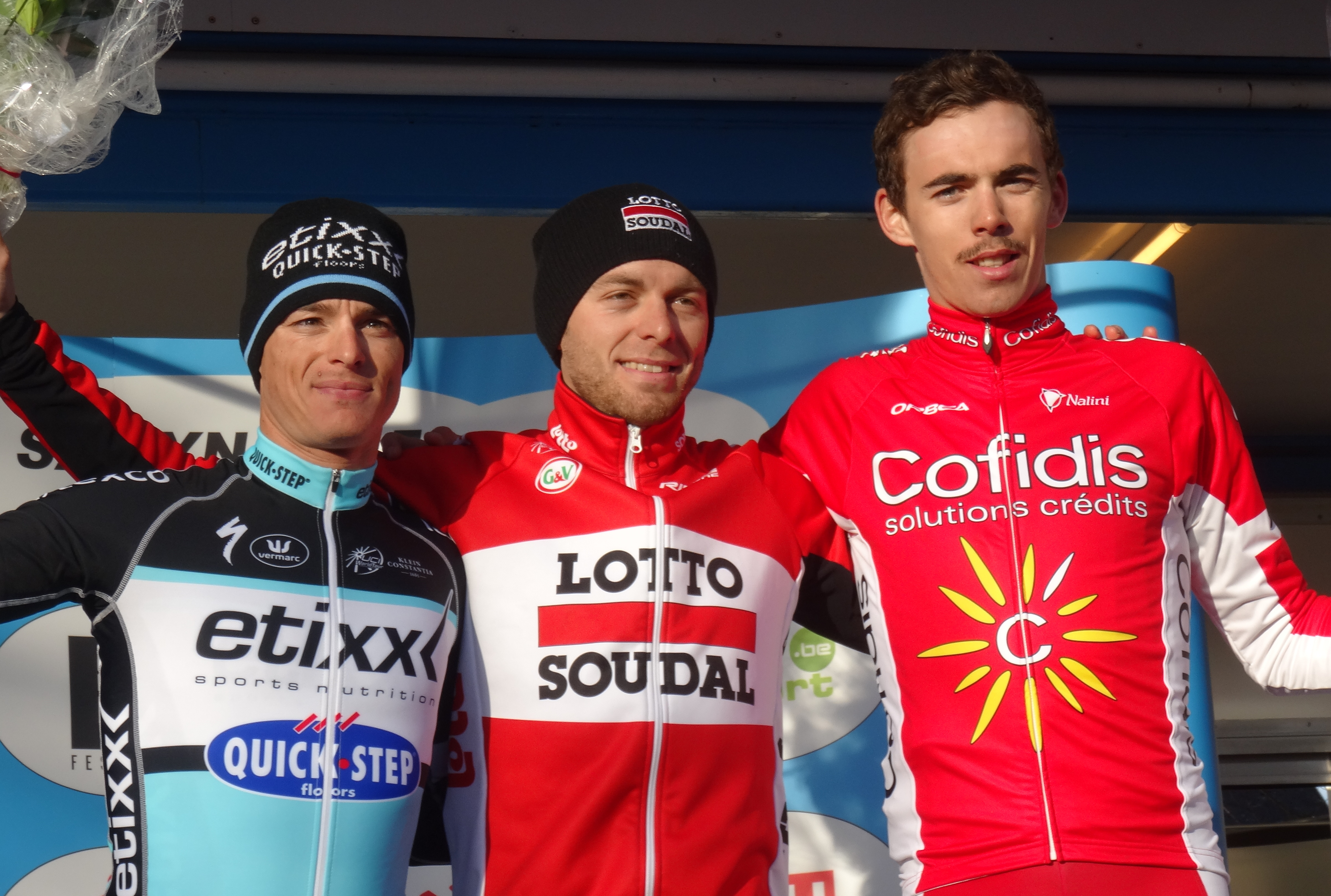
Podium de l'édition 2015 du Samyn : Gianni Meersman (2e), Kris Boeckmans (1er) et Christophe Laporte (3e).
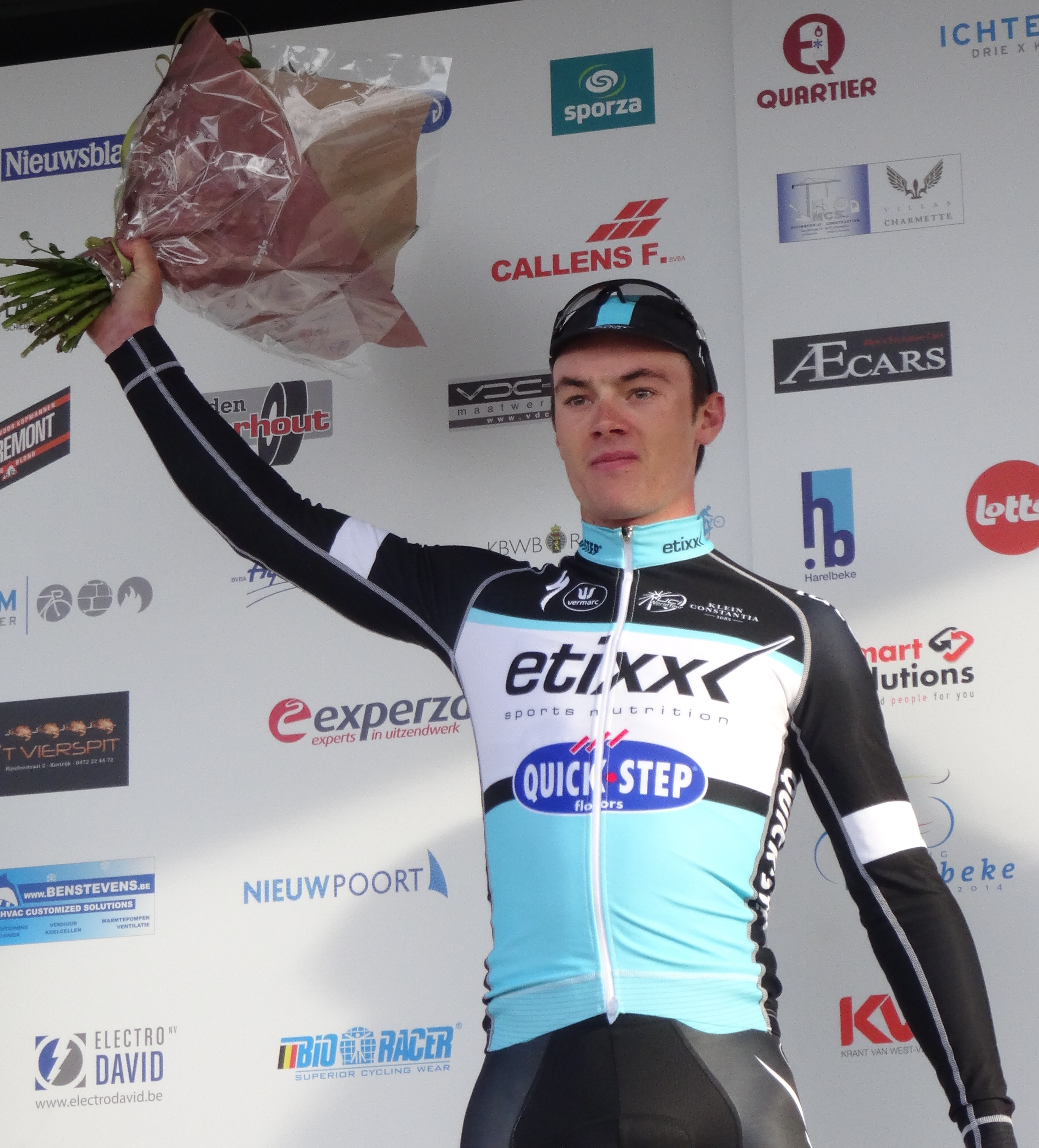
Yves Lampaert remporte la 1re étape des Trois jours de Flandre-Occidentale 2015.
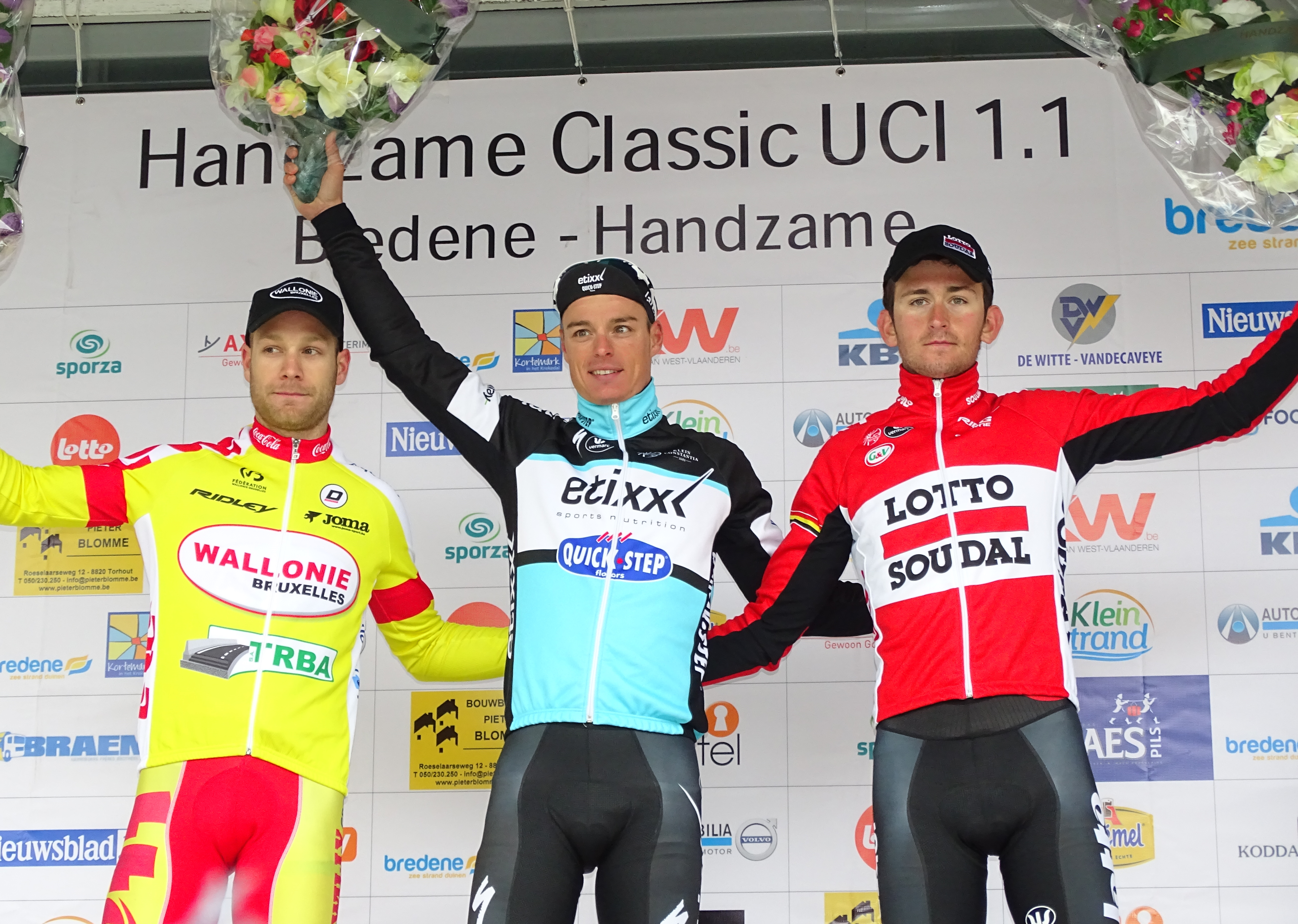
Podium de l'édition 2015 de la Handzame Classic : Antoine Demoitié (2e), Gianni Meersman (1er) et Tiesj Benoot (3e).
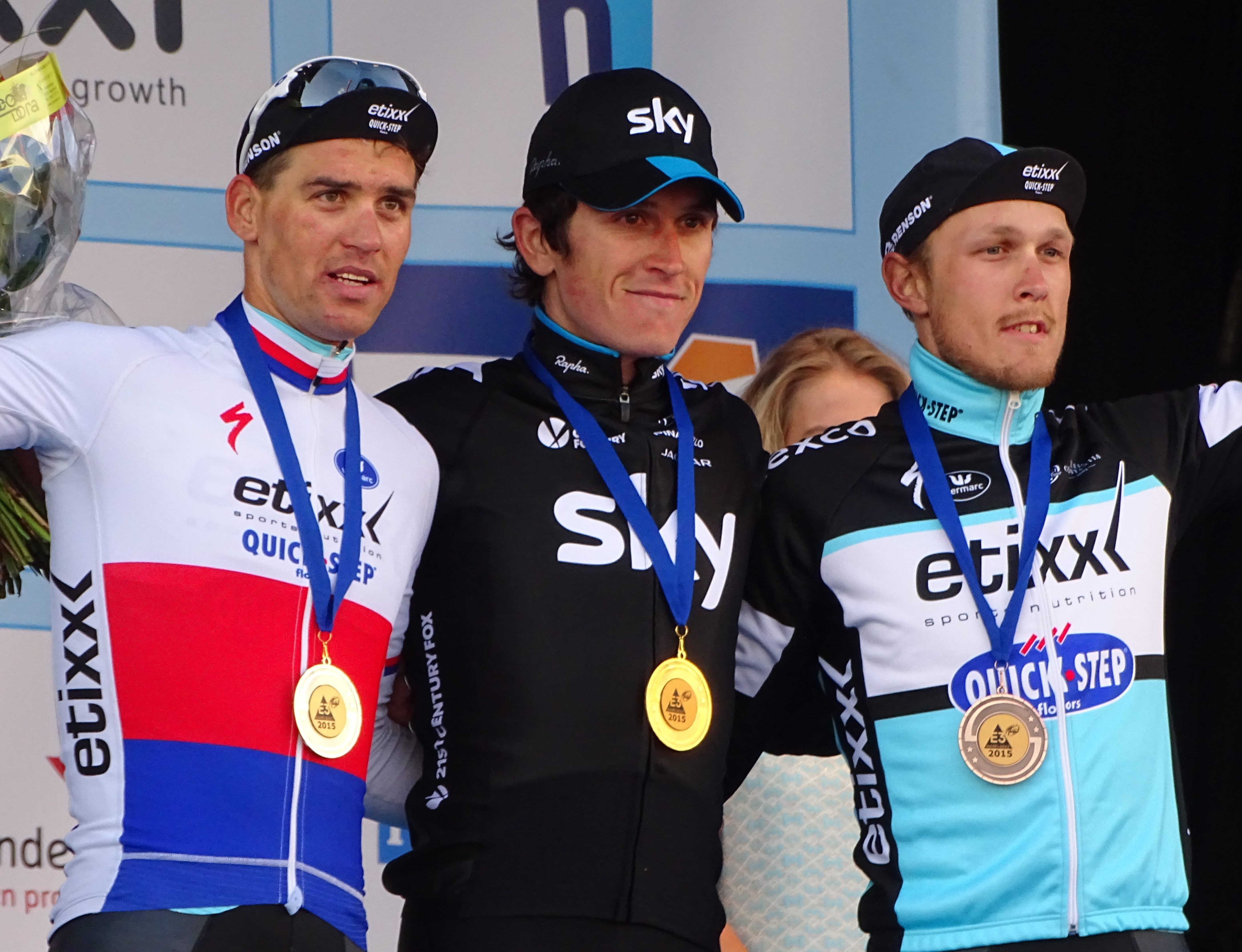
Podium de l'édition 2015 du Grand Prix E3 : Zdeněk Štybar (2e), Geraint Thomas (1er) et Matteo Trentin (3e).
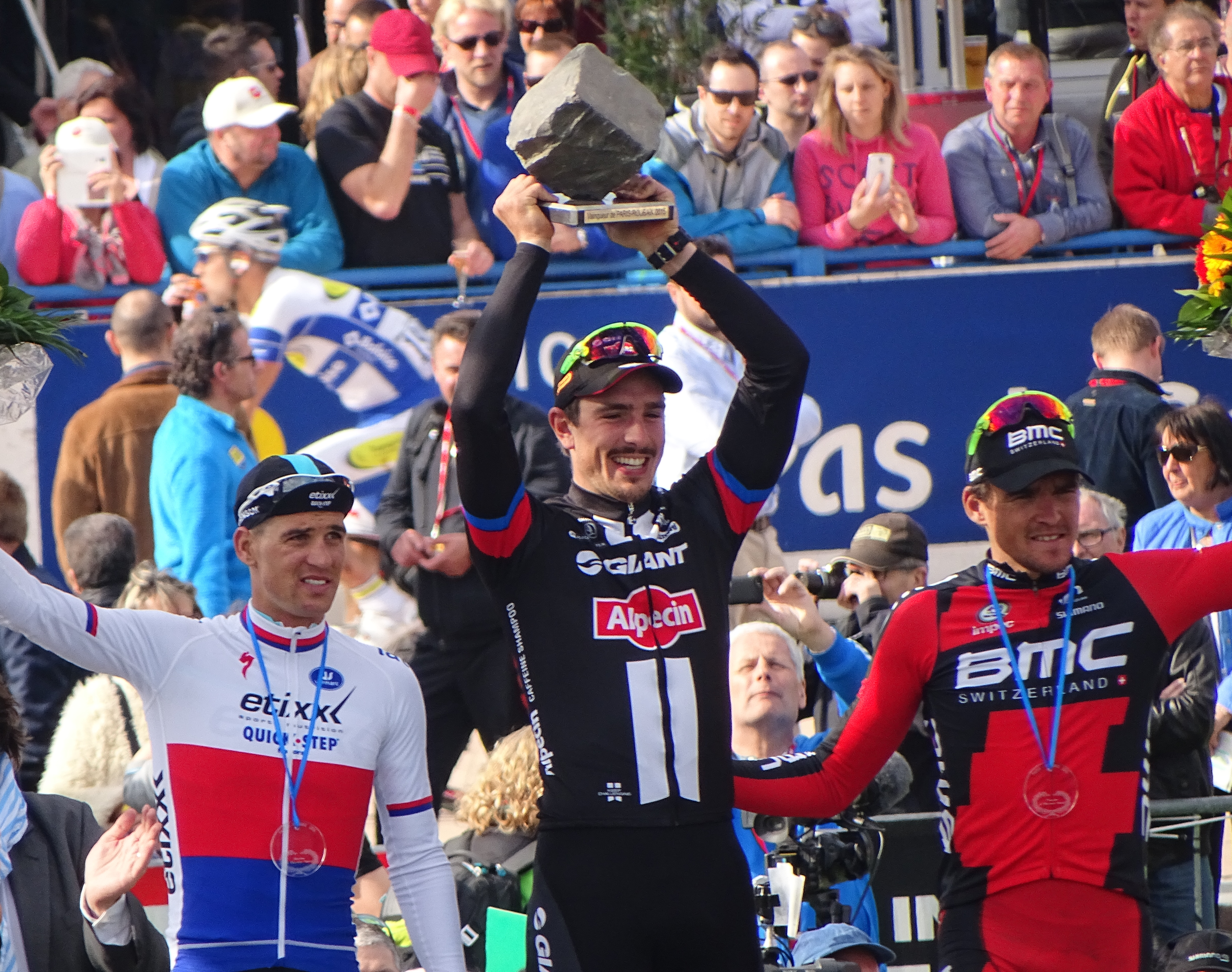
Podium de l'édition 2015 de Paris-Roubaix : Zdeněk Štybar (2e), John Degenkolb (1er) et Greg Van Avermaet (3e).
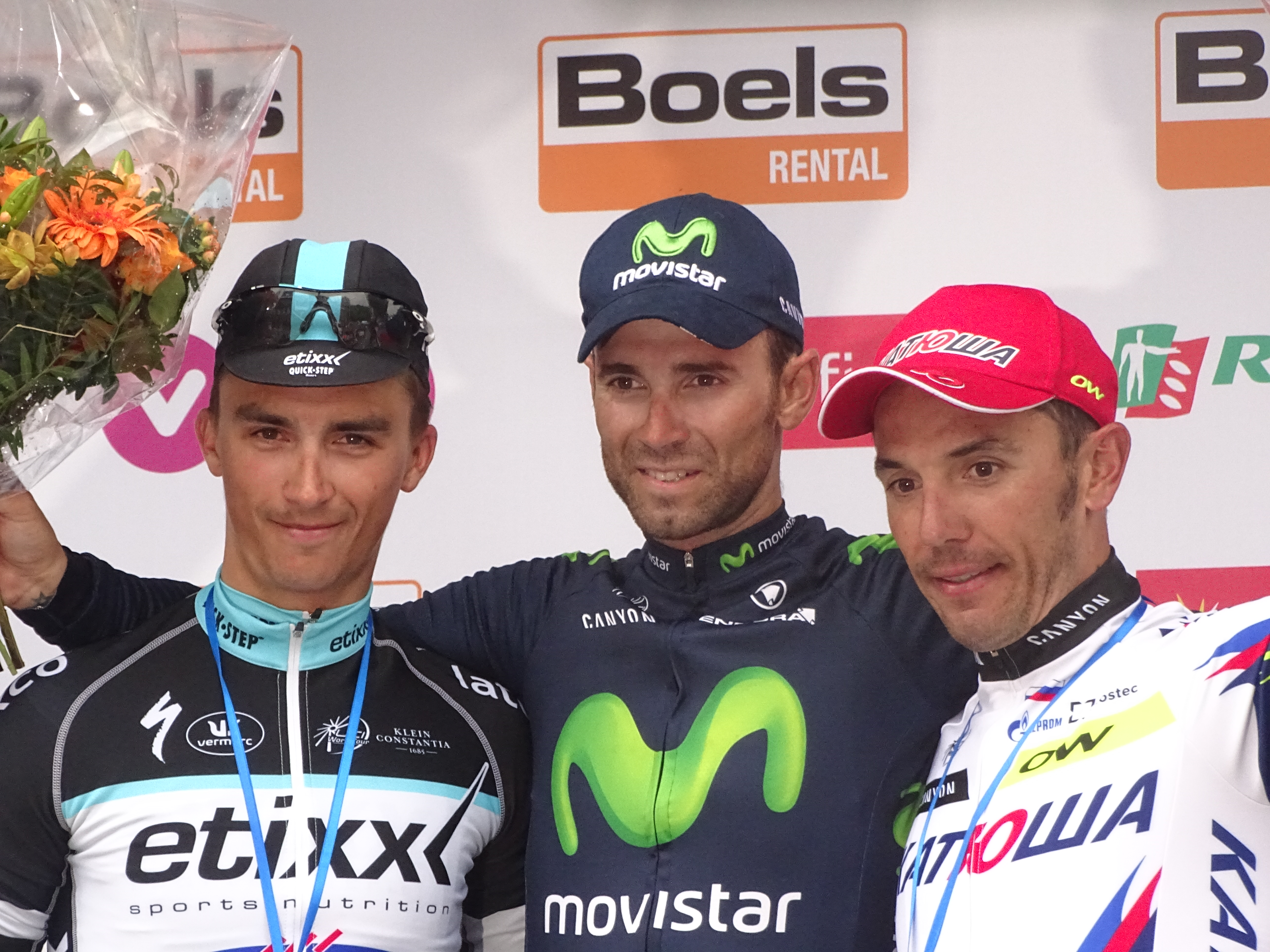
Podium de l'édition 2015 de Liège-Bastogne-Liège : Julian Alaphilippe (2e), Alejandro Valverde (1er) et Joaquim Rodríguez (3e).
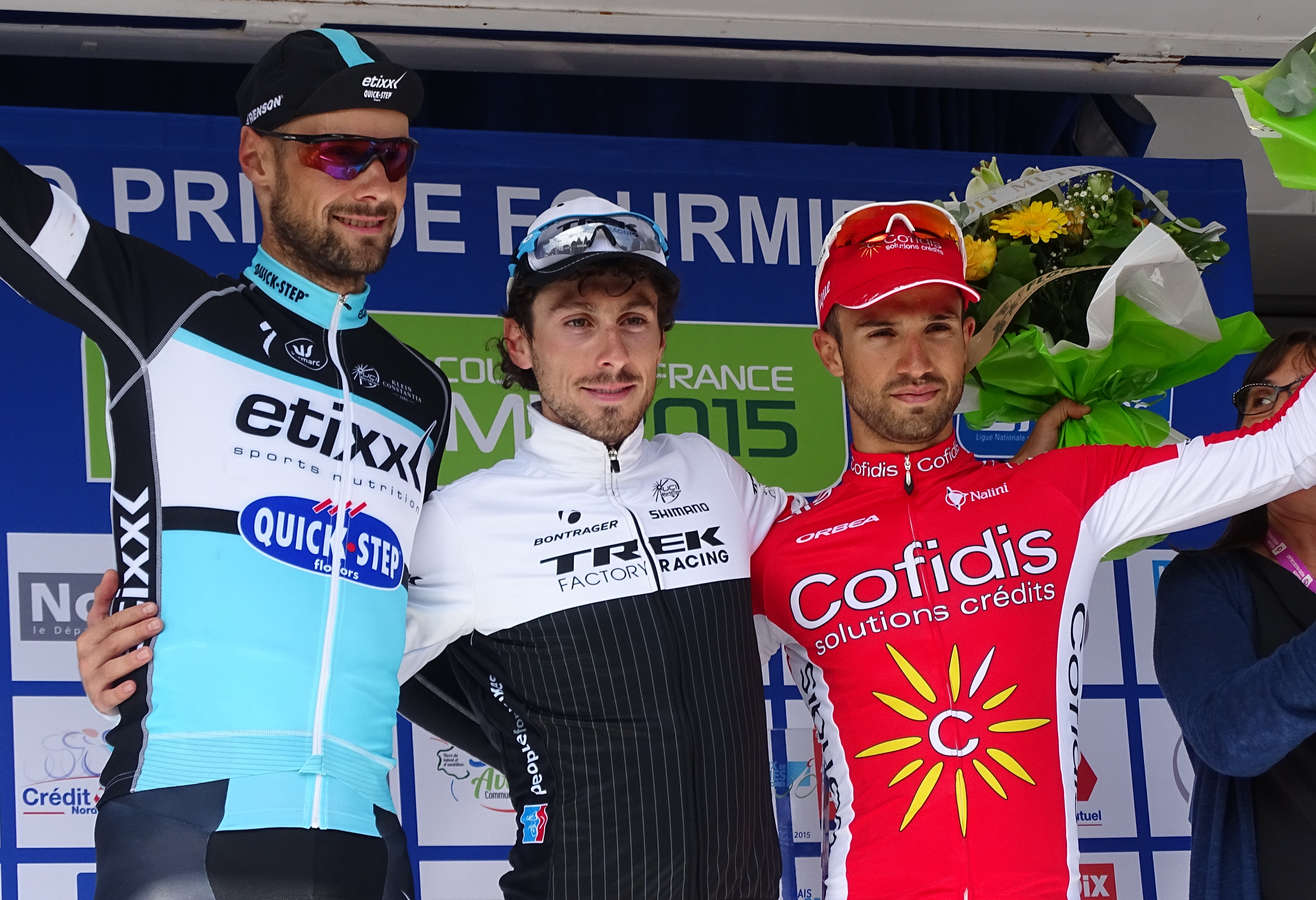
Podium de l'édition 2015 du Grand Prix de Fourmies : Tom Boonen (2e), Fabio Felline (1er) et Nacer Bouhanni (3e).

### Résultats sur les courses majeures
Les tableaux suivants représentent les résultats de l'équipe dans les principales courses du calendrier international (les cinq classiques majeures et les trois grands tours). Pour chaque épreuve est indiqué le meilleur coureur de l'équipe, son classement ainsi que les accessits glanés par Etixx-Quick Step sur les courses de trois semaines.

#### Classiques
| Classique            | Milan-San Remo       | Tour des Flandres  | Paris-Roubaix      | Liège-Bastogne-Liège    | Tour de Lombardie        |
| -------------------- | -------------------- | ------------------ | ------------------ | ----------------------- | ------------------------ |
| Coureur (classement) | Mark Cavendish (46e) | Niki Terpstra (2e) | Zdeněk Štybar (2e) | Julian Alaphilippe (2e) | Gianluca Brambilla (10e) |

#### Grands tours
| Grand tour           | Tour d'Italie                    | Tour de France                                                    | Tour d'Espagne           |
| -------------------- | -------------------------------- | ----------------------------------------------------------------- | ------------------------ |
| Coureur (classement) | Rigoberto Urán (14e)             | Rigoberto Urán (42e)                                              | Gianluca Brambilla (13e) |
| Accessits            | 1 victoire d'étape (Iljo Keisse) | 3 victoires d'étapes (Tony Martin, Zdeněk Štybar, Mark Cavendish) |                          |

### Classement UCI
| Rang | Coureur            | Points |
| ---- | ------------------ | ------ |
| 13   | Rigoberto Uran     | 301    |
| 25   | Michal Kwiatkowski | 195    |
| 28   | Julian Alaphilippe | 180    |
| 31   | Zdeněk Štybar      | 172    |
| 37   | Niki Terpstra      | 140    |
| 74   | Matteo Trentin     | 50     |
| 80   | Tom Boonen         | 48     |
| 88   | Tony Martin        | 40     |
| 90   | Stijn Vandenbergh  | 40     |
| 98   | Yves Lampaert      | 32     |
| 105  | Mark Cavendish     | 30     |
| 111  | Gianluca Brambilla | 26     |
| 130  | Iljo Keisse        | 16     |
| 194  | Nikolas Maes       | 2      |
| 197  | Maxime Bouet       | 1      |
| 204  | Gianni Meersman    | 1      |